# Grb Občine Lenart
Grb Občine Lenart je upodobljen na ščitu, katerega osnovna barva je bela in, ki ima razmerje med horizontalno in vertikalno črto 6:7. Na grbu sta dva griča v spodnjem delu ščita, med katerima stoji cerkev, ki jo sestavljata zvonik z dvema strešinama levo in desno ter del fasade. Robovi ščita, gričev in sestavnih delov cerkve so obrobljeni s črno barvo. 